# Санкт-Вольфганг-им-Зальцкаммергут
Санкт-Вольфганг-им-Зальцкаммергут (нем. Sankt Wolfgang im Salzkammergut) — ярмарочная коммуна (нем. Marktgemeinde) в Австрии, в федеральной земле Верхняя Австрия.
Входит в состав округа Гмунден. Население составляет 2794 человека (на 31 декабря 2005 года). Занимает площадь 57 км². Официальный код — 4 07 17.
В городе родился трёхкратный чемпион мира по горнолыжному спорту Рудольф Нирлих.

## Достопримечательности
Католическая церковь Св. Вольфганга. Одна из немногих церквей в мире, в которой установлены два алтаря. В одном из приделов на потолке имеются живописные изображения чёрта, который, по легенде, помог св. Вольфгангу (ок. 924—994 гг.) построить храм.

## Политическая ситуация
Бургомистр коммуны — Йоханнес Пайнштайнер (АНП) по результатам выборов 2003 года.
Совет представителей коммуны (нем. Gemeinderat) состоит из 25 мест.
- АНП занимает 13 мест.
- СДПА занимает 10 мест.
- АПС занимает 2 места.